# بيئة انتقائية لتنمية بكتيريا لجرام السالبة

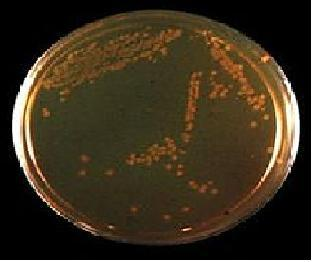

بيئة انتقائية لتنمية بكتيريا سلبية الغرام (بالإنجليزي:Hektoen enteric agar) هي بيئة انتقائية ذات أنواع مختلفة من الآجار  تستخدم لتنمية السلمونيلا والشيغلة في عينات المرضى . تحتوي هذه البيئة على أدلة _كائنات دقيقة_ تعمل على تخمير اللاكتوز وإنتاج H2S وكذلك مثبطات تمنع نمو بكتيريا لجرام الموجبة, تُمَكِّن هذه البيئة من تحديد هوية البكتيريا المسببة للإيدز.
ويمكن التمييز بين المستعمرات والآجار الأخضر من لون كل مستعمرة فـمستعمرات السلمونيلا سوداء اللون بينما تنتج الشيغيلة مستعمرا ت خضراء شفافة .

## وصلات خارجية
- More details of HEK